# آرتور تل شواب
آرتور تل شواب (انگلیسی: Arthur Tell Schwab; ۴ سپتامبر ۱۸۹۶ – ۲۷ فوریهٔ ۱۹۴۵) ورزشکار دو و میدانی اهل سوئیس بود.